# Dominique Mbonyumutwa
Dominique Mbonyumutwa (Gitarama, gener de 1921 – Brussel·les, 26 de juliol de 1986) va ser un polític ruandès que va servir de forma provisional com el primer president de Ruanda, del 28 de gener al 26 d'octubre de 1961, després de l'abolició de la monarquia ruandesa. Després del referèndum per la monarquia de Ruanda de 1961 es va fer càrrec de derrocar la monarquia del rei Kigali V Ndahindurwa i proclamar la república a Ruanda.
Mbonyumutwa era d'ètnia hutu, i va ser respectat per la població tant abans com després de la seva presidència. L'1 de novembre de 1959, mentre servia com a sous-chef (equivalent a alcalde de districte d'avui), va ser assaltat per un grup de joves tutsis a Byimana a la província del sud de Ruanda. A causa de la seva popularitat nacional, aquest incident va ser un desencadenant de la "revolució social" de 1959 que va acabar amb la monarquia mentre conduïa a centenars de milers de tuts ruandesos a dècades d'exili.
Mbonyumutwa va ser succeït com a president per Grégoire Kayibanda alguns mesos abans de la independència de Ruanda. Després de la seva presidència, va ocupar el càrrec de vicepresident del Tribunal d'Apel·lacions de Ruanda i el 1978 va ocupar el càrrec honorari de Canceller d'Ordres Nacionals al servei del president Juvénal Habyarimana. Va morir al juliol de 1986 a Bèlgica i va ser enterrat a l'estadi Gitarama, lloc on es va proclamar la República el 1961, com a reconeixement al país. El 2010, les seves restes van ser exhumades i enterrades en un cementiri públic a causa dels plans per tornar a desenvolupar l'estadi.